# ستيفن ميرفي (لاعب هوكي الجليد)
ستيفن ميرفي (بالإنجليزية: Stephen Murphy)‏ هو لاعب هوكي الجليد بريطاني، ولد في 11 ديسمبر 1981 في دندي في المملكة المتحدة.

## وصلات خارجية
- ستيفن ميرفي على موقع EliteProspects.com (الإنجليزية)
- ستيفن ميرفي على موقع Eurohockey.com (الإنجليزية)
- ستيفن ميرفي على موقع HockeyDB.com (الإنجليزية)